# Wawan Febrianto
Wawan Febrianto (sinh ngày 23 tháng 2 năm 1994) là một cầu thủ bóng đá người Indonesia hiện tại thi đấu ở vị trí tiền vệ cho PS TNI ở Indonesia Soccer Championship. Anh cũng là trung sĩ thứ hai trong Quân đội Indonesia.

## Sự nghiệp

### Trẻ
Anh từng là một phần của Deportivo Indonesia và U-21 Pelita Bandung Raya.

### Pelita Bandung Raya
Anh được đẩy từ đội trẻ lên đội chính thi đấu Indonesia Super League 2014. Anh ghi bàn thắng chuyên nghiệp đầu tiên trong chiến thắng 4–1 trước Gresik United F.C. ngày 26 tháng 5 năm 2014, ghi bàn thắng thứ 4 ở phút bù giờ.

## Thống kê sự nghiệp

### Câu lạc bộ
Tính đến 12 tháng 4 năm 2015.
| Câu lạc bộ          | Mùa giải            | Giải vô địch           | Giải vô địch | Giải vô địch | Cúp Quốc gia | Cúp Quốc gia | Châu lục | Châu lục  | Khác    | Khác      | Tổng    | Tổng      |
| Câu lạc bộ          | Mùa giải            | Hạng đấu               | Số trận      | Bàn thắng    | Số trận      | Bàn thắng    | Số trận  | Bàn thắng | Số trận | Bàn thắng | Số trận | Bàn thắng |
| ------------------- | ------------------- | ---------------------- | ------------ | ------------ | ------------ | ------------ | -------- | --------- | ------- | --------- | ------- | --------- |
| Pelita Bandung Raya | 2014                | Indonesia Super League | 20           | 2            | —            | —            | —        | —         | —       | —         | 20      | 2         |
| Pelita Bandung Raya | 2015                | Indonesia Super League | 2            | 0            | —            | —            | —        | —         | —       | —         | 2       | 0         |
| Pelita Bandung Raya | Tổng cộng           | Tổng cộng              | 22           | 2            | —            | —            | —        | —         | —       | —         | 22      | 2         |
| Tổng cộng sự nghiệp | Tổng cộng sự nghiệp | Tổng cộng sự nghiệp    | 22           | 2            | 0            | 0            | 0        | 0         | 0       | 0         | 22      | 2         |

### Quốc tế

#### Bàn thắng quốc tế
Tỉ số và kết quả liệt kê bàn thắng của Indonesia trước.
U-23 Indonesia
| #  | Ngày                | Địa điểm                                          | Đối thủ        | Tỉ số | Kết quả | Giải đấu       |
| -- | ------------------- | ------------------------------------------------- | -------------- | ----- | ------- | -------------- |
| 1. | 21 tháng 5 năm 2015 | Sân vận động Si Jalak Harupat, Bandung, Indonesia | U-23 Malaysia  | 1–0   | 1–0     | Giao hữu       |
| 2. | 6 tháng 6 năm 2015  | Sân vận động Jalan Besar, Kallang, Singapore      | U-23 Campuchia | 5–1   | 6–1     | SEA Games 2015 |